# 退行性疾病
退行性疾病（degenerative disease）是一种受害组织或器官的功能或结构逐步恶化的疾病，可以是由人体老化，可以因生活方式的选择，如运动或饮食习惯。退化性疾病往往与传染病形成鲜明的对照。

## 退化性疾病的一些例子
- 阿兹海默病 (AD)[2][3]
- 肌萎缩性脊髓侧索硬化症[4] (ALS)，別稱：盧·賈里格症
- 动脉粥样硬化（ASVD）[5][3]
- 进行性神经性腓骨肌萎缩症 (CMT)
- 慢性創傷性腦病變（Chronic traumatic encephalopathy (CTE)）
- 埃勒斯-當洛二氏症候群 (EDS)
- 原發性震顫（Essential tremor (ET)）
- 弗里德賴希氏共濟失調（Friedreich's ataxia）
- 心血管疾病 (CVD)
- 亨丁頓舞蹈症 (HD)
- 老年黃斑變性 (AMD)
- 馬凡氏症候群 (MFS)
- 多发性硬化症 (MS)
- 多系統萎縮症（Multiple system atrophy（MSA））
- 肌肉萎缩症 (MD)
- 尼曼匹克症
- 骨关节炎 (OA)
- 骨質疏鬆症
- 帕金森氏症 (PD)
- 進行性核上性麻痺（Progressive supranuclear palsy（PSP））
- 前列腺炎
- 視網膜色素變性 (RP)
- Tay-sachs
- 小腦萎縮症 (SCA)

## 外部連接
- 慢性創傷性腦病變（CTE） （页面存档备份，存于）